# Bossey
Pour les articles homonymes, voir Bossey (homonymie).
Bossey est une commune française située dans le département de la Haute-Savoie, en région Auvergne-Rhône-Alpes.

## Géographie

### Localisation
Le village est situé à  proximité de Saint-Julien-en-Genevois et de Genève.

## Urbanisme

### Typologie
Au 1er janvier 2024, Bossey est catégorisée ceinture urbaine, selon la nouvelle grille communale de densité à sept niveaux définie par l'Insee en 2022.
Elle appartient à l'unité urbaine de Genève (SUI)-Annemasse (partie française), une agglomération internationale regroupant 34  communes, dont elle est une commune de la banlieue,,. Par ailleurs la commune fait partie de l'aire d'attraction de Genève - Annemasse (partie française), dont elle est une commune de la couronne,. Cette aire, qui regroupe 158 communes, est catégorisée dans les aires de 700 000 habitants ou plus (hors Paris),.

### Occupation des sols
L'occupation des sols de la commune, telle qu'elle ressort de la base de données européenne d’occupation biophysique des sols Corine Land Cover (CLC), est marquée par l'importance des forêts et milieux semi-naturels (44,4 % en 2018), en diminution par rapport à 1990 (46,6 %). La répartition détaillée en 2018 est la suivante : 
forêts (43,6 %), espaces verts artificialisés, non agricoles (19,4 %), terres arables (16,6 %), zones urbanisées (15,4 %), mines, décharges et chantiers (4,1 %), milieux à végétation arbustive et/ou herbacée (0,7 %), zones agricoles hétérogènes (0,1 %).
L'IGN met par ailleurs à disposition un outil en ligne permettant de comparer l’évolution dans le temps de l’occupation des sols de la commune (ou de territoires à des échelles différentes). Plusieurs époques sont accessibles sous forme de cartes ou photos aériennes : la carte de Cassini (XVIIIe siècle), la carte d'état-major (1820-1866) et la période actuelle (1950 à aujourd'hui).

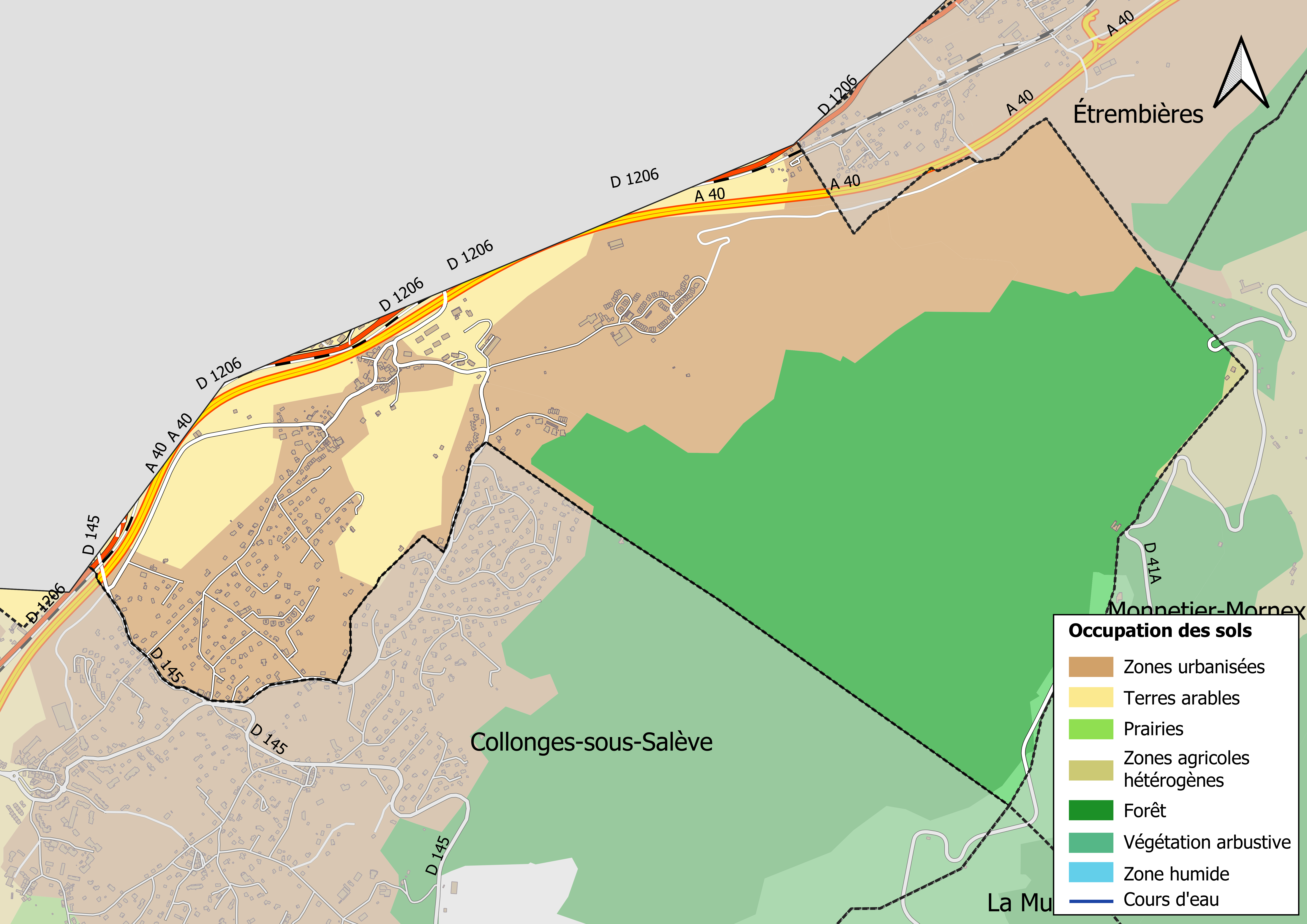
Carte des infrastructures et de l'occupation des sols en 2018 (CLC) de la commune.
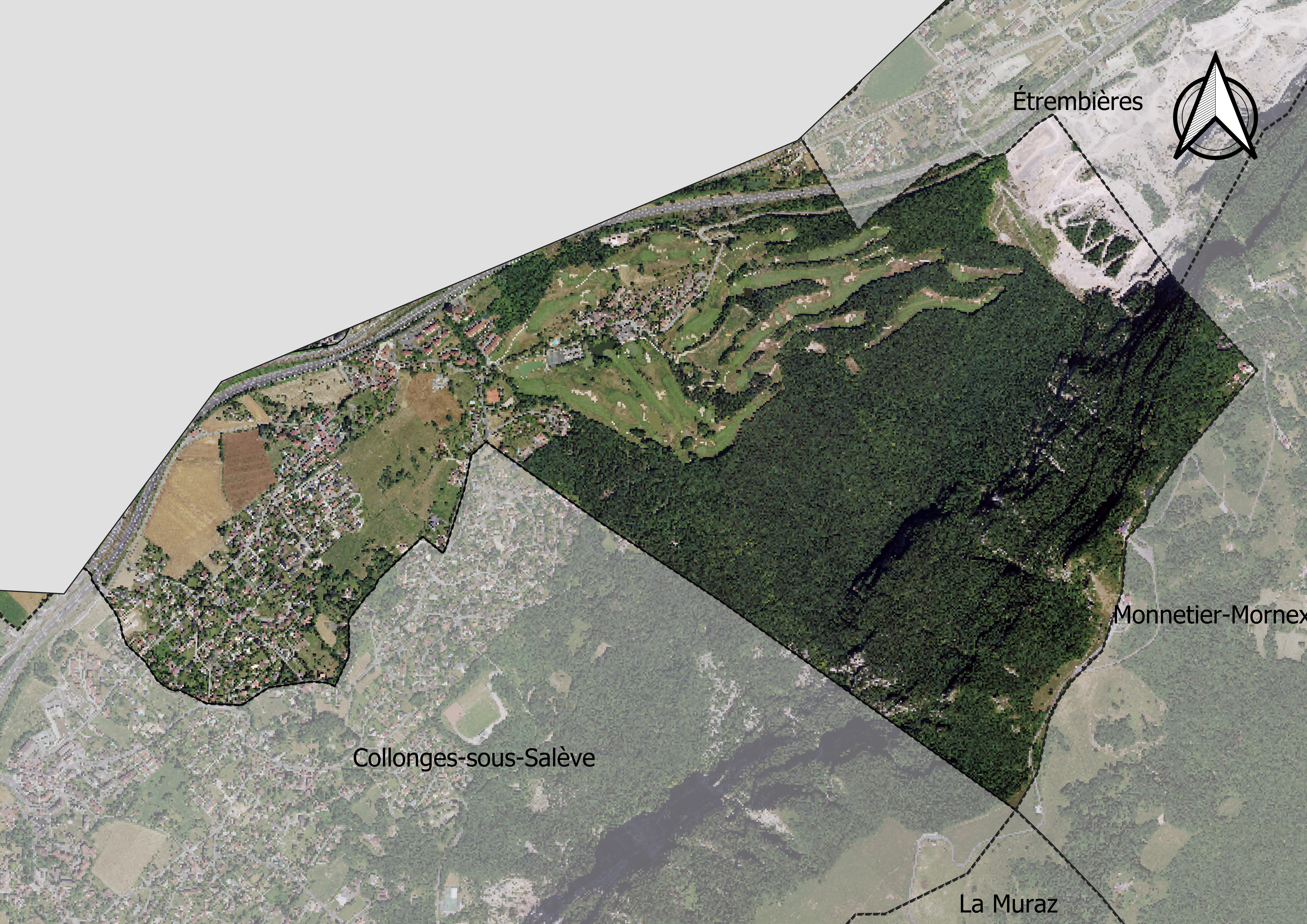
Carte orthophotogrammétrique de la commune.

## Toponymie
Le nom est mentionné anciennement sous la forme Bossye au XIIe siècle.
Le toponyme dériverait d'un nom gallo-roman Bossiacum, « dérivant avec le suffixe -acum d'un gentilice comme Busius ».
En francoprovençal, le nom de la commune s'écrit Bossè, selon la graphie de Conflans.

## Histoire
Le territoire de la commune accueille des vignes du Moyen Âge et jusqu'au début du XXe siècle. Le vin de Bossey est cité dans un document des comtes de Genève datant de 1178. La petite production de vin s'étendait sur quelques rares parcelles du côté de Savigny, Nyaux, La Perrousy et Murcier, en 1870, la vigne occupait une surface de 14 hectares.  Le chemin de fer permit grâce aux vins du Midi de la France de suppléer à l'insuffisance de qualité et d'augmenter la teneur d'alcool par coupage. Le vignoble a disparu avec l'arrivée du phylloxera. Il ne restait plus qu'un hectare en 1929.
En 1780, la paroisse de Bossey est érigée par le roi de Sardaigne Victor-Amédée III, à laquelle sera annexée celle de Troinex.
Lors de l'occupation du duché de Savoie par les troupes révolutionnaires françaises, Bossey et Troinex s'associe pour créer une nouvelle commune en 1793. La situation dure jusqu'au traité de Paris du 20 novembre 1815 où quelques communes sont cédées au canton de Genève, dont Troinex. Aux termes du traité de Turin de 1816, Bossey est incorporée à la « zone sarde », zone de libre-échange avec la Suisse qui deviendra après 1860 et le rattachement de la Savoie à la France la zone franche de la Haute-Savoie toujours en vigueur aujourd'hui.
Lors de l'enquête faite par Mgr Rendu en 1845, le curé de Bossey fait observer que « Il est une chose, Monseigneur, qui influe sur la moralité des paroisses qui avoisinent la Suisse ; c'est la multiplicité des Fêtes en Savoie [...] Une partie de la population passe sur le territoire Suisse les jours de Fêtes pour y travailler ou pour y faire des emplettes, et les églises de nos paroisses restent avec peu de monde [...]. ».
Lors des débats sur l'avenir du duché de Savoie, en 1860, la population est sensible à l'idée d'une union de la partie nord du duché à la Suisse. Une pétition circule dans cette partie du pays (Chablais, Faucigny, Nord du Genevois) et réunit plus de 13 600 signatures, dont 83 pour la commune. Le duché est réuni à la suite d'un plébiscite organisé les 22 et 23 avril 1860 où 99,8 % des Savoyards répondent « oui » à la question « La Savoie veut-elle être réunie à la France ? ».

## Politique et administration
| Période                                  | Période   | Identité          | Étiquette | Qualité |
| ---------------------------------------- | --------- | ----------------- | --------- | ------- |
|                                          | mars 2001 | Jacques Verdonnet |           |         |
| mars 2001                                | mars 2008 | Jean-Luc Pecorini | ...       | ...     |
| mars 2008                                | En cours  | Jean-Luc Pecorini | ...       | ...     |
| Les données manquantes sont à compléter. |           |                   |           |         |

## Démographie
Les habitants de la commune sont appelés les Bossaties et les Bossatis.
L'évolution du nombre d'habitants est connue à travers les recensements de la population effectués dans la commune depuis 1793. Pour les communes de moins de 10 000 habitants, une enquête de recensement portant sur toute la population est réalisée tous les cinq ans, les populations de référence des années intermédiaires étant quant à elles estimées par interpolation ou extrapolation. Pour la commune, le premier recensement exhaustif entrant dans le cadre du nouveau dispositif a été réalisé en 2006.

En 2022, la commune comptait 947 habitants, en évolution de −5,39 % par rapport à 2016 (Haute-Savoie : +6,01 %, France hors Mayotte : +2,11 %).
| 1793 | 1800 | 1806 | 1822 | 1838 | 1848 | 1858 | 1861 | 1866 |
| ---- | ---- | ---- | ---- | ---- | ---- | ---- | ---- | ---- |
| 320  | 471  | 474  | 259  | 339  | 356  | 288  | 321  | 285  |

| 1872 | 1876 | 1881 | 1886 | 1891 | 1896 | 1901 | 1906 | 1911 |
| ---- | ---- | ---- | ---- | ---- | ---- | ---- | ---- | ---- |
| 313  | 289  | 299  | 342  | 365  | 351  | 333  | 342  | 328  |

| 1921 | 1926 | 1931 | 1936 | 1946 | 1954 | 1962 | 1968 | 1975 |
| ---- | ---- | ---- | ---- | ---- | ---- | ---- | ---- | ---- |
| 319  | 323  | 325  | 299  | 276  | 364  | 387  | 419  | 525  |

| 1982 | 1990 | 1999 | 2006 | 2011 | 2016  | 2021 | 2022 | - |
| ---- | ---- | ---- | ---- | ---- | ----- | ---- | ---- | - |
| 450  | 486  | 545  | 664  | 765  | 1 001 | 979  | 947  | - |

## Culture et patrimoine

### Lieux et monuments

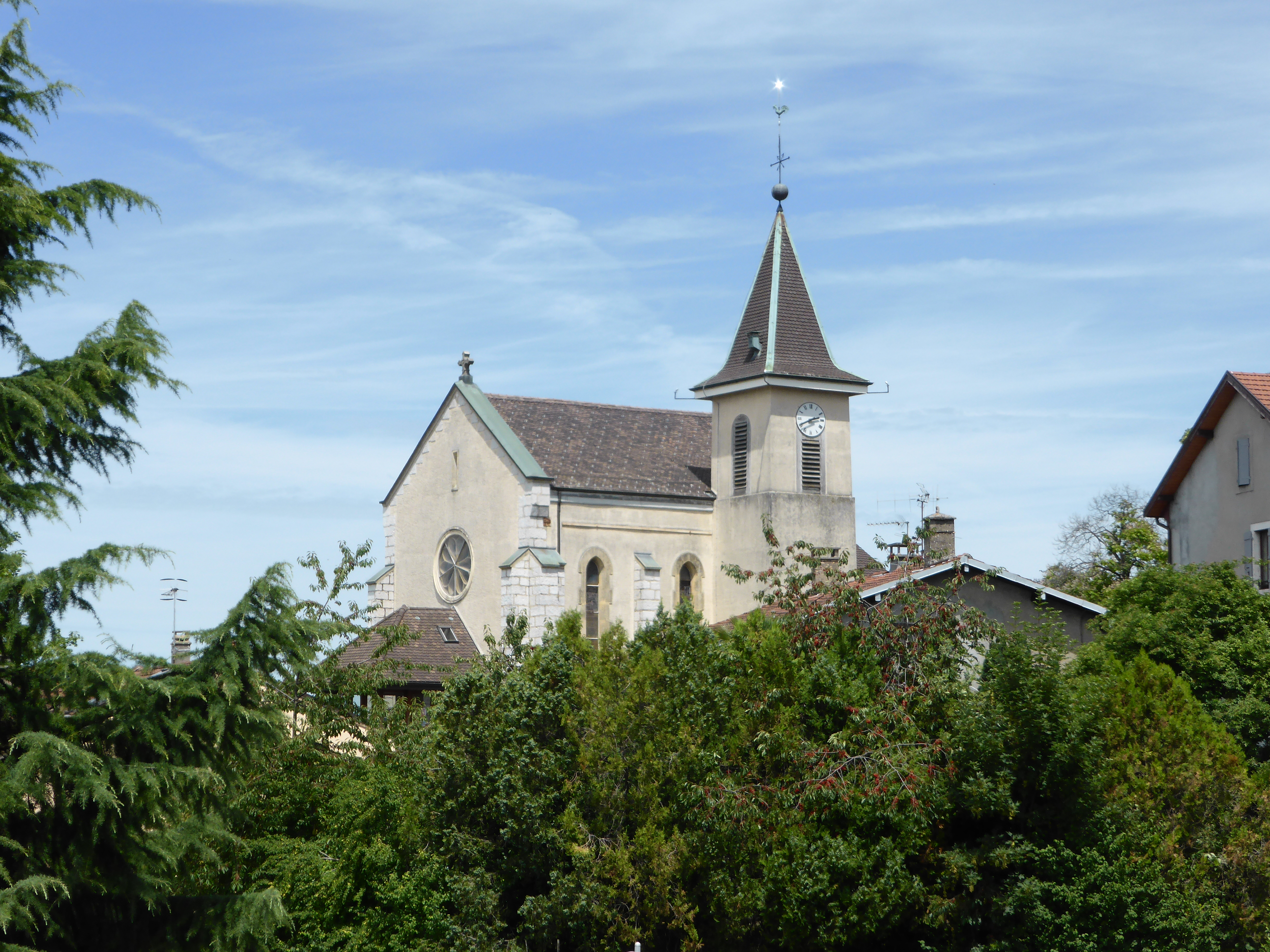
L'église de Bossey.

- Église Saint-Pierre : l'église primitive est construite vers le XVe siècle, dans un style néogothique. L'église est devenue un temple protestant jusqu'en 1780. Elle est restaurée dans un style néogothique selon les plans de l'architecte John Gottret en 1867[19].
- Statue jeune Jean-Jacques Rousseau : Le 24 juin 2013, fut inaugurée au centre du village une sculpture en bronze du jeune Jean-Jacques Rousseau, s'élançant vers le Salève[20].
- Le château de Crevin aurait été construit par l'avocat genevois Jacques de Grenus au XVIIIe siècle. Il abrite le club-house d'un golf[21].

### Espaces verts et fleurissement
En 2014, la commune obtient le niveau « deux fleurs » au concours des villes et villages fleuris.

### Personnalités liées à la commune
- Jean-Jacques Rousseau a passé deux ans, entre 1722 et 1724, chez le pasteur Lambercier, dans la commune de Bossey.
- Jean-Vincent Verdonnet (1923-2013), natif, poète français.
- Geneviève de Gaulle-Anthonioz (1920-2002), résistante française, puis militante des droits de l'homme et de la lutte contre la pauvreté, présidente d'ATD Quart Monde, nièce de Charles de Gaulle y est inhumée. En 2015, un cénotaphe a été élevé en son honneur au Panthéon par le Président de la République François Hollande.
- Pierre Anthonioz (1913-1996), militaire et diplomate, grand-croix de la Légion d'honneur, inhumé à Bossey.